# 圣彼得-弗赖恩施泰因
圣彼得-弗赖恩施泰因是奥地利施蒂利亚州莱奥本县的一个市镇。总面积27.35平方公里，总人口2489人，人口密度91.0人/平方公里（2005年）。